# Arothron gillbanksii
Arothron gillbanksii es una especie de peces de la familia Tetraodontidae en el orden de los Tetraodontiformes.

## Hábitat
Es un pezde mar y, de clima templado y demersal.

## Distribución geográfica
Se encuentran en Nueva Zelanda.